# Liste der Monuments historiques in Pays-de-Montbenoît
Die Liste der Monuments historiques in Pays-de-Montbenoît führt die Monuments historiques in der französischen Gemeinde Pays-de-Montbenoît auf.

## Liste der Immobilien
| Bezeichnung      | Beschreibung | Standort                             | Kennzeichnung | Schutzstatus   | Datum               | Bild           |
| ---------------- | --- | ------------------------------------ | ------------- | -------------- | ------------------- | -------------- |
| Abtei Montbenoît | Augustiner-Chorherren-Kloster, wohl im 11. Jahrhundert gegründet; Gebäudebestand vom 12. bis zum 18. Jahrhundert; Glockenturm 1906 errichtet, Architekt Édouard Bérard | Montbenoît, place de l’Abbaye (Lage) | PA00101685    | Classé Inscrit | 1846 1922 1935 2013 | weitere Bilder |

## Liste der Objekte
| Bezeichnung                                  | Beschreibung | Standort                                       | Kennzeichnung | Schutzstatus | Datum | Bild           |
| -------------------------------------------- | --- | ---------------------------------------------- | ------------- | ------------ | ----- | -------------- |
| Skulptur Heiliger Hieronymus                 | Kalkstein, 16. Jahrhundert                                                                                         | Montbenoît, in der Klosterkirche (Lage)        | PM25001097    | Classé       | 1908  |                |
| Drei Skulpturen: Weise aus dem Morgenland    | Holz, farbig gefasst und vergoldet, erste Hälfte des 16. Jahrhunderts                                              | Montbenoît, in der Klosterkirche (Lage)        | PM25001098    | Classé       | 1908  |                |
| Gedenktafel für Henri de Joux                | Kalkstein, bezeichnet 1525                                                                                         | Montbenoît, in der Klosterkirche (Lage)        | PM25001099    | Classé       | 1908  |                |
| Wandnische für den Abtsstuhl                 | Kalkstein, bezeichnet 1526                                                                                         | Montbenoît, in der Klosterkirche (Lage)        | PM25001100    | Classé       | 1908  |                |
| Zelebrantenstuhl                             | Holz, 16. Jahrhundert                                                                                              | Montbenoît, in der Klosterkirche (Lage)        | PM25001101    | Classé       | 1908  |                |
| Altar der „Eisernen Kapelle“                 | Retabel; Holz, farbig gefasst und vergoldet, 18. Jahrhundert                                                       | Montbenoît, in der Klosterkirche (Lage)        | PM25001102    | Classé       | 1908  |                |
| Skulptur Mater dolorosa                      | Stein, farbig gefasst, 15. Jahrhundert                                                                             | Montbenoît, in der Klosterkirche (Lage)        | PM25001103    | Classé       | 1910  |                |
| Skulptur Johannes Evangelist                 | Holz, farbig gefasst, 15. Jahrhundert                                                                              | Montbenoît, in der Klosterkirche (Lage)        | PM25001104    | Classé       | 1910  |                |
| Epitaph für Pernette Mesnier                 | Kalkstein, bezeichnet 1522                                                                                         | Montbenoît, in der Klosterkirche (Lage)        | PM25001105    | Classé       | 1916  |                |
| Buntglasfenster                              | Fragmente, bezeichnet 1525 und aus dem 17. und 18. Jahrhundert, um 1930 neu gefasst                                | Montbenoît, in der Klosterkirche (Lage)        | PM25001106    | Classé       | 1916  |                |
| Zwei Säulen                                  | Marmor, 16. Jahrhundert; ehemals am abgebrochenen Lettner                                                          | Montbenoît, in der Klosterkirche (Lage)        | PM25001107    | Classé       | 1916  |                |
| Türflügel                                    | Holz, 16. Jahrhundert                                                                                              | Montbenoît, in der Klosterkirche (Lage)        | PM25001108    | Classé       | 1916  |                |
| Kanzel                                       | Eichenholz, 168. Jahrhundert                                                                                       | Montbenoît, in der Klosterkirche (Lage)        | PM25001109    | Classé       | 1916  |                |
| Prozessionskreuz                             | Silber, vergoldet, 17. Jahrhundert                                                                                 | Montbenoît, in der Klosterkirche (Lage)        | PM25001110    | Classé       | 1916  |                |
| Taufbecken                                   | Marmor (?), 18. Jahrhundert; zugehöriges Gemälde Taufe Christi verschwunden                                        | Montbenoît, in der Klosterkirche (Lage)        | PM25001111    | Classé       | 1916  |                |
| Skulptur Madonna mit Kind                    | Holz, farbig gefasst und vergoldet, 16. Jahrhundert                                                                | Montbenoît, in der Klosterkirche (Lage)        | PM25001112    | Classé       | 1942  |                |
| Sakristeischrank                             | Eichenholz, 16. Jahrhundert                                                                                        | Montbenoît, in der Klosterkirche (Lage)        | PM25001113    | Classé       | 1942  |                |
| Zwei Skulpturen von Bischöfen                | Holz, einfarbig gefasst, 18. Jahrhundert                                                                           | Montbenoît, in der Klosterkirche (Lage)        | PM25001116    | Classé       | 1962  |                |
| Gemälde Maria immaculata                     | Ölfarbe auf Leinwand, vergoldeter Holzrahmen, 18. Jahrhundert; nach Pietro da Cortona                              | Montbenoît, in der Klosterkirche (Lage)        | PM25001117    | Classé       | 1988  |                |
| Lesepult                                     | Holz, 18. Jahrhundert                                                                                              | Montbenoît, in der Klosterkirche (Lage)        | PM25001118    | Classé       | 1975  |                |
| Chorgestühl                                  | Eichenholz, bezeichnet 1525 und 1527; zwei zugehörige Skulpturen gestohlen                                         | Montbenoît, in der Klosterkirche (Lage)        | PM25001479    | Classé       | 1922  | weitere Bilder |
| Teile von Altären                            | darunter der Tabernakel des Hauptaltars; Holz, vergoldet, 18. Jahrhundert; eingelagert                             | Montbenoît, in der Klosterkirche (Lage)        | PM25001553    | Classé       | 1989  |                |
| Schrank                                      | Holz, 18. oder 19. Jahrhundert                                                                                     | Montbenoît, in der Klosterkirche (Lage)        | PM25002229    | Inscrit      | 1975  |                |
| Glocke Marie-Barbe                           | Bronze, 1777 gegossen                                                                                              | Montbenoît, in der Klosterkirche (Lage)        | PM25001114    | Classé       | 1942  |                |
| Glocke                                       | Bronze, 1779 gegossen                                                                                              | Montbenoît, in der Klosterkirche (Lage)        | PM25001115    | Classé       | 1942  |                |
| Altarkreuz und vier Altarleuchter            | Holz, vergoldet, um 1700                                                                                           | Montflovin, in der Kapelle Notre-Dame (Lage)   | PM25001122    | Classé       | 1975  |                |
| Gemälde Madonna mit Kind                     | Ölfarbe auf Leinwand, 17. Jahrhundert                                                                              | Montflovin, in der Kapelle Notre-Dame (Lage)   | PM25002231    | Inscrit      | 1975  |                |
| Gemälde Christi Geburt                       | Ölfarbe auf Holz, 17. oder 18. Jahrhundert                                                                         | Montflovin, in der Kapelle Notre-Dame (Lage)   | PM25002232    | Inscrit      | 1975  |                |
| Reliquienskulptur Madonna mit Kind           | Holz, farbig gefasst und vergoldet, 18. Jahrhundert                                                                | Montflovin, in der Kapelle Notre-Dame (Lage)   | PM25002233    | Inscrit      | 1975  |                |
| Reliquienskulptur Madonna mit Kind und Vogel | Holz, farbig gefasst und vergoldet, Messing, bezeichnet 1743                                                       | Montflovin, in der Kapelle Notre-Dame (Lage)   | PM25002234    | Inscrit      | 1975  |                |
| Hauptaltar                                   | Altartisch, Retabel und Gemälde; Holz, farbig gefasst und vergoldet, Ölfarbe auf Leinwand, 18. und 19. Jahrhundert | Ville-du-Pont, in der Kapelle St-Joseph (Lage) | PM25002449    | Inscrit      | 1975  |                |